# Ryszard Widelski

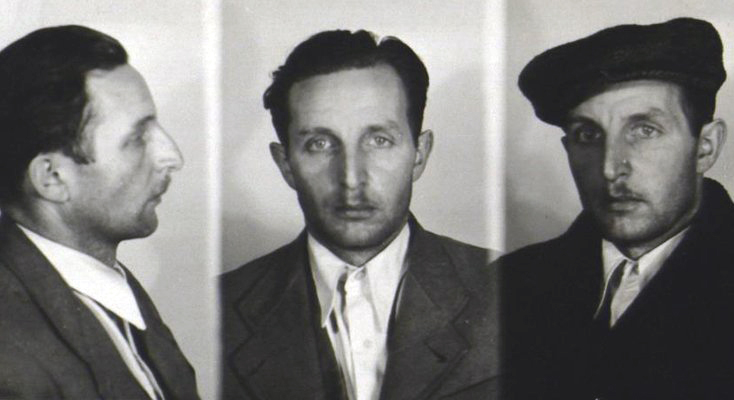
Ryszard Widelski po aresztowaniu przez MBP 1948

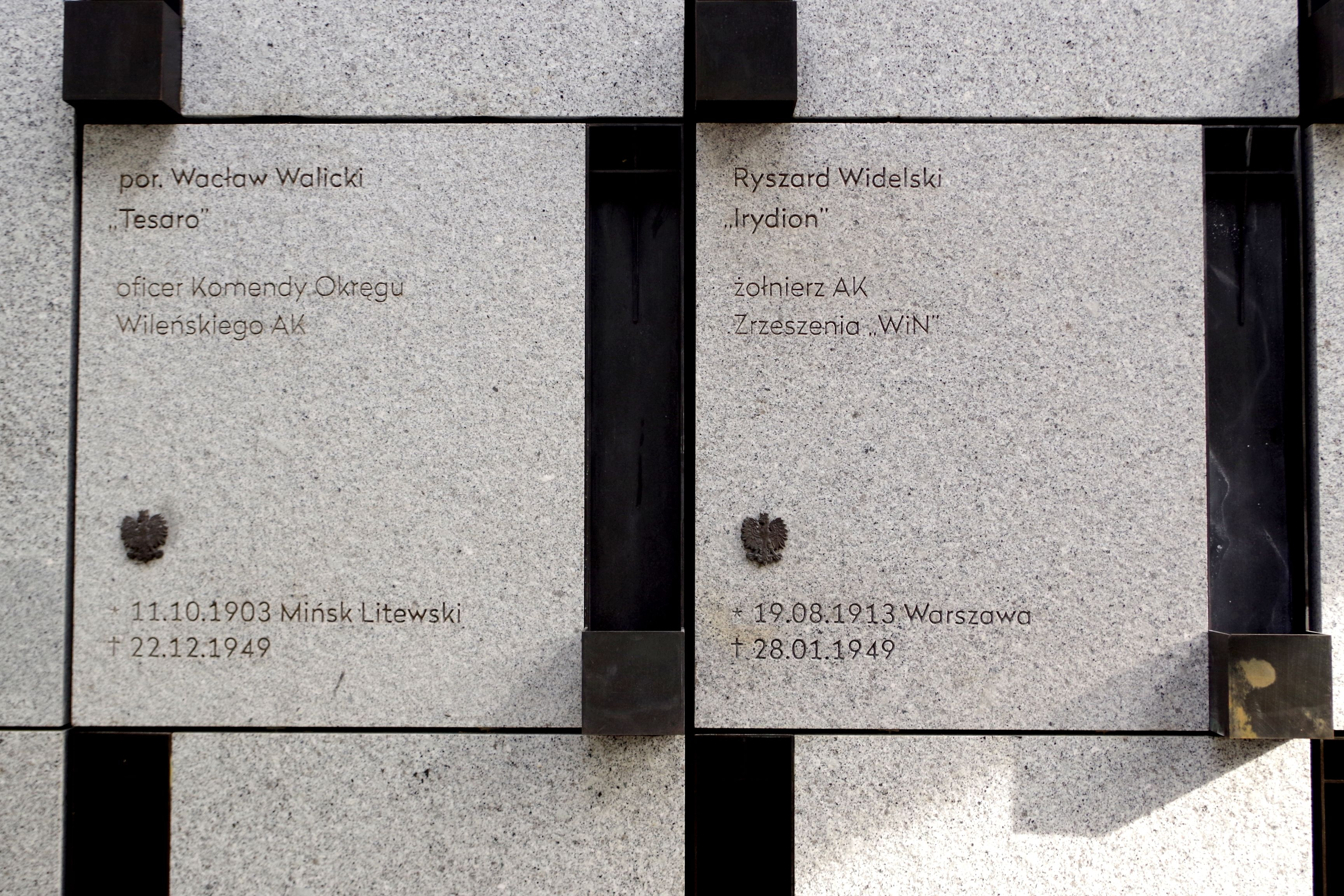
Groby Wacława Walickiego ps. „Tesarro” i Ryszarda Widelskiego ps. „Irydion” w Panteonie – Mauzoleum Wyklętych-Niezłomnych na Cmentarzu Wojskowym na Powązkach w Warszawie.

Ryszard Widelski, pseud. Irydion, Wiara, Wiesia, Władysław (w WiN) i Żbik (w AK i WiN) (ur. 19 sierpnia 1913 w Warszawie, zm. 28 stycznia 1949 tamże) – żołnierz Armii Krajowej i Zrzeszenia „Wolność i Niezawisłość”.

## Życiorys
Syn Henryka Stanisława i Józefy Julianny z Wiśniewskich. Miał rodzeństwo: Tadeusza Antoniego, Antoniego, Henryka, Helenę Barbarę i Krystynę.
Z zawodu księgowy.
W okresie II wojny światowej był dowódcą plutonu w Obwodzie Praga AK. W 1945 roku ujawnił się przed UB. Przystąpił ponownie do konspiracji niepodległościowej, wstępując w grudniu 1945 roku do Zrzeszenia „Wolność i Niezawisłość”. Od połowy następnego roku był kierownikiem siatki wywiadowczej Obszaru Centralnego, a następnie IV Zarządu Głównego WiN w Warszawie o kryptonimie „Syrena”, „Wisła”. Blisko współpracował z Władysławem Jedlińskim „Martą” – zastępcą szefa Oddziału Informacyjnego IV Zarządu Głównego WiN.
W 1947 roku był jednym z wtajemniczonych w organizację tzw. Akcji R, która miała polegać na działaniu odwetowym w związku z wydaniem przez władze wyroku śmierci na komendanta głównego WiN Franciszka Niepokólczyckiego „Halnego”. W odwecie planowano zamach na członków rządu – Mariana Spychalskiego lub ministra bezpieczeństwa publicznego Stanisława Radkiewicza. Zaplanowano dokonanie zamachu na Stanisława Radkiewicza w końcu sierpnia 1947 roku w trakcie dożynek w Łomnej koło Warszawy, gdzie MBP posiadało majątek. Planu tego nie zrealizowano, ponieważ Radkiewicz nie przyjechał na dożynki.
Widelski został aresztowany 10 lutego 1948 roku w Warszawie. 27 października 1948 roku Wojskowy Sąd Rejonowy w Warszawie skazał go na karę śmierci. Najwyższy Sąd Wojskowy utrzymał wyrok w mocy decyzją z 14 stycznia 1949 roku, w której napisano: „zdecydowany wróg ustroju ludowego, z nadzwyczajną energią, rzutkością, zmysłem organizacyjnym i talentem pełnił tę szkodliwą misję”. Prezydent Rzeczypospolitej Polskiej Bolesław Bierut nie skorzystał z prawa łaski. Został rozstrzelany 28 stycznia 1949 roku w więzieniu przy ul. Rakowieckiej w Warszawie.
Ryszard Widelski ma symboliczne groby na Cmentarzu Wojskowym na Powązkach i na Cmentarzu Bródnowskim w Warszawie.
Szczątki Ryszarda Widelskiego odnaleziono latem 2012 roku w kwaterze „na Łączce” Cmentarza Wojskowego na Powązkach w Warszawie, o czym  Rada Ochrony Pamięci Walk i Męczeństwa, Pomorski Uniwersytet Medyczny w Szczecinie i Instytut Pamięci Narodowej powiadomiły 22 sierpnia 2013 roku. Identyfikację szczątków odnalezionych na kwaterze "Ł" przeprowadza PUM w Szczecinie w ramach Polskiej Bazy Genetycznej Ofiar Totalitaryzmów.